# Nostoc flagelliforme
Nostoc flagelliforme ist eine kosmopolitische Art der Cyanobakterien aus der Gattung Nostoc. Sie wird unter anderem in der chinesischen Küche genutzt und auf Chinesisch als fat choy oder fa cai bezeichnet.

## Synonyme
Das Basionym ist Nostoc commune var. flagelliforme Bornet & Flahault (1886). Ein weiteres homotypisches Synonym ist Nematonostoc flagelliforme (Bornet & Flahault) Elenkin (1931); heterotypische Synonyme sind Nostoc ciniflonum f. flagelliforme Flahault (1883) und Nematonostoc rhizomorphoides Nylander ex Elenkin (1934).

## Beschreibung
Das in San Pedro (Texas) auf kahlem, tonerdehaltigem Boden gefundene Typusexemplar von Nostoc flagelliforme wurde beschrieben als auf dem Boden liegende dunkelolivfarbene, mehrere Zoll lange und unregelmäßig dichotom verzweigte Thalli mit einem festen, elastischen Abschlussgewebe, das dicht mit einreihigen Fäden gefüllt ist. Allgemein bildet Nostoc flagelliforme unregelmäßig fadenförmige, netzähnliche und bis zu fünf Meter breite Kolonien von olivgrüner bis dunkelblaugrüner oder schwärzlicher Farbe. In nassem Zustand sind diese Kolonien gelatinöser und die einzelnen Fäden können zwei bis fünf Millimeter breit werden. Mikroskopisch gesehen haben die perlenähnlichen Fäden gelbbraune Hüllen. Die Zellen sind annähernd kugelförmig und vier bis fünf Mikrometer breit.

## Habitat und Verbreitung
Die Verbreitung von Nostoc flagelliforme erstreckt sich über Wüsten auf allen Kontinenten sowie semiaride Umgebungen, typischerweise mit einem Jahresniederschlag von weniger als 300 mm. Im Vergleich zu Nostoc commune hält Nostoc flagelliforme weniger Nässe aus, in semiariden Gebieten können die beiden Arten aber nebeneinander vorkommen. Nostoc flagelliforme ist gut an Dürren angepasst und kann sehr schnell Wasser aufnehmen; der Wasserbedarf wird durch kurzzeitigen Regen oder nächtlichen Tau gedeckt und auch nach monate- oder jahrelanger Trockenheit kann Nostoc flagelliforme seine Stoffwechselaktivität innerhalb von Stunden oder Tagen wieder aufnehmen. Auch große tägliche oder jährliche Temperaturschwankungen sowie Temperaturen von über 30 °C oder unter −20 °C stellen kein Problem dar.
Nachgewiesen wurde die Art auf den schwedischen Inseln Öland und Gotland, auf den Britischen Inseln, in Frankreich, Spanien, der Tschechoslowakei, Rumänien und Russland, in Marokko, Algerien, Somalia, Namibia und Südafrika sowie auf den Seychellen inklusive des Aldabra-Atolls, aber auch im Westen und Nordwesten Chinas – unter anderem in der inneren Mongolei und in der Wüste Gobi –, auf der neuseeländischen Südinsel und in Australien sowie in Texas (USA) und Mexiko.

## Verwendung

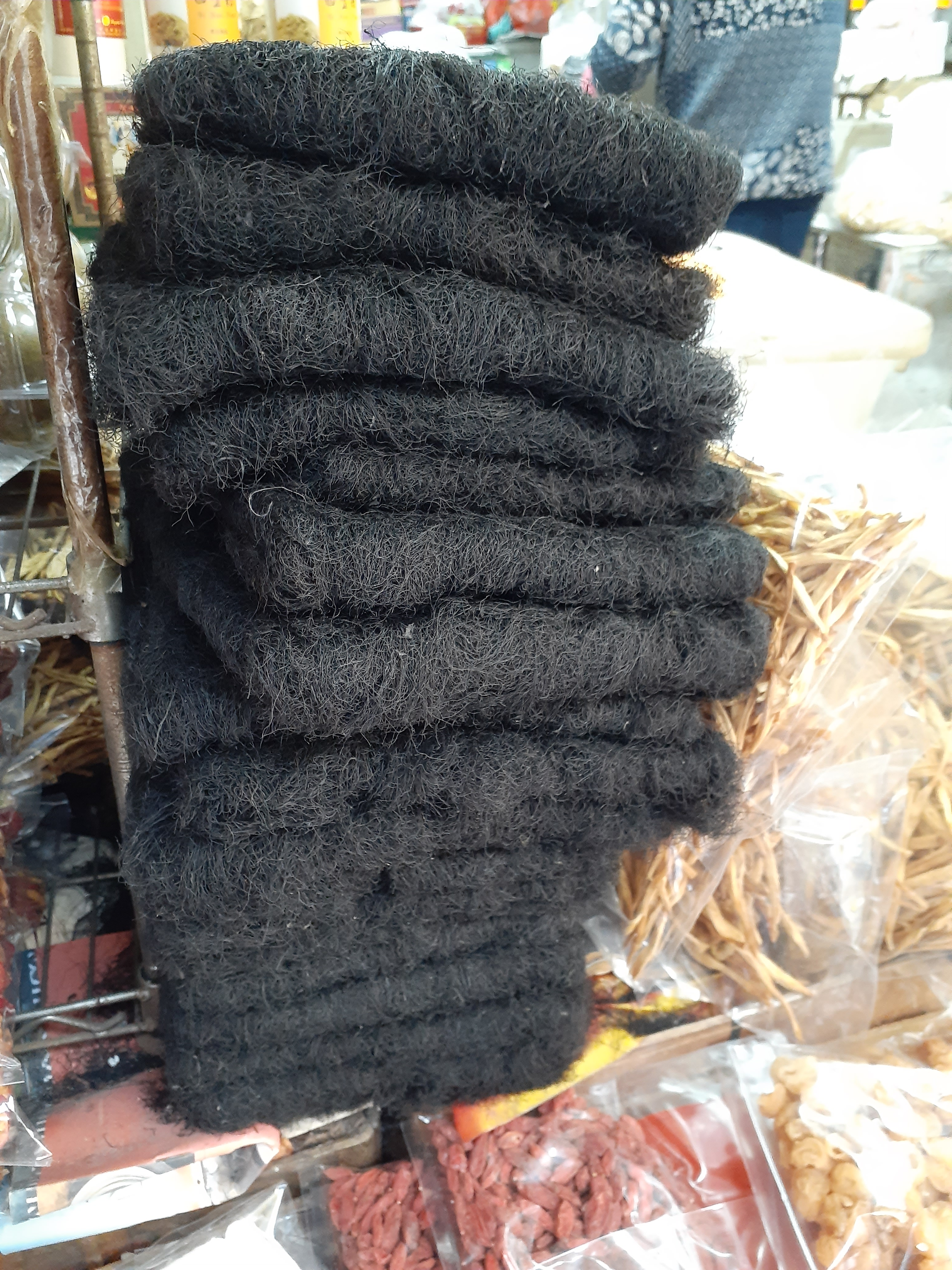
Fat choy zum Verkauf in Hongkong

Nostoc flagelliforme ist essbar und wird unter anderem in China, Japan und Java verzehrt. In New South Wales wird Nostoc flagelliforme unter der Bezeichnung Black Moss („Schwarzes Moos“) zum Verzehr verkauft. Die chinesische Bezeichnung fa cai (Mandarin) oder fat choy (kantonesisch) bedeutet „Haargemüse“ und leitet sich vom Aussehen der getrockneten Thalli ab. Die Nutzung von Nostoc flagelliforme als Nahrungsmittel wird bereits in einem Buch aus der Jin-Dynastie (um 300 n. Chr.) erwähnt. Die Art gilt in China als Luxuslebensmittel, was zu Übernutzung und einem staatlichen Handelsverbot führte. Nach der Ankündigung des Handelsverbots im Juni 2000 stiegen die Preise und Fälschungen (beispielsweise in Form gefärbter Glasnudeln) verbreiteten sich auch in Hongkong. Solche Fälschungen können mittlerweile auch mit nicht-destruktiven Methoden erkannt werden. Aufgrund der zunehmenden Seltenheit von Nostoc flagelliforme folgten zudem diverse Kultivationsversuche.